# Fu Hao
Fu Hao (forenklet kinesisk: 妇好; traditionelt kinesisk: 婦好; pinyin: Fù Hǎo; døde omkring 1200 f.Kr.) eller Fru Hao, posthumt Mu Xin (母辛) og undertiden Lady Fu Hao, var en af kong Wu Dings mange koner i Shang-dynastiet, og som, usædvanligt for den tid, også fungerede som general og ypperstepræstinde.
Fu Haos grav blev udgravet på Yin Xu af arkæolog Zheng Zhenxiang, intakt med mange bronze- og jadegenstande. Hendes grav er et af de mindre gravsteder og en af de bedst bevarede kongelige grave fra Shang-dynastiet; den eneste, der ikke er blevet plyndret inden udgravningen. Inde i graven var der tegn på et trækammer 5 meter langt, 3,5 m bredt og 1,3 m højt, der havde indeholdt en lakeret trækiste, som var rådnet væk.

## Biografi
Det er kendt, at kong Wu Ding ville styrke troskaben med nabostammerne ved at gifte sig med en kvinde fra hver af dem. Fu Hao (som var en af kongens 64 hustruer) kom ind i den kongelige husstand gennem et sådant ægteskab og udnyttede det semi-matriarkale samfund til at rykke op gennem rækken. Fu Hao er kendt hovedsagelig fra indskrifter på Shang-dynastiets orakelben, udgravet på Yin Xu.
Fu Hao er kendt hovedsagelig fra indskrifter på Shang-dynastiets orakelben, udgravet på Yin Xu. Ifølge disse indskrifter anførte hun adskillige militære kampagner. Tu-Fang havde kæmpet mod Shang i generationer, indtil de endelig blev besejret af Fu Hao i et enkelt afgørende slag. Yderligere kampagner mod de nærliggende Yi, Qiang og Ba fulgte; sidstnævnte er især husket for det tidligst registrerede storstilede baghold i kinesisk historie. Med 13.000 soldater og de vigtige generaler Zhi og Hou Gao tjenende under sig var Fu Hao den mest magtfulde Shang-general på sin tid. Denne meget usædvanlige status bekræftes af de mange våben, herunder store stridsøkser, som blev fundet i hendes grav.
Selvom kongen udøvede ultimativ kontrol over rituelle forhold, som var dagens vigtigste politiske aktivitet, viser orakelbeninskriptioner, at Wu Ding gentagne gange pålagde Fu Hao at udføre særlige ritualer og foretage ofringer. Dette var meget usædvanligt for en kvinde på den tid og viser, at kongen må have haft stor tillid til sin kone. Offergenstandene af bronze og skildpaddeskaller, der har påskrevet udarbejdet af Fu Hao og er opdaget i hendes grav, beviser yderligere hendes status som ypperstepræstinde og orakelkaster.
Hun styrede også sit eget lenssystem ved imperiets grænser og var prins Jies moder (orakelbenskriptioner viser bekymring for hendes velbefindende på fødselstidspunktet). Hun døde før kong Wu Ding, og han byggede en grav for hende i udkanten af den kongelige gravplads i sin hovedstad Yin. Kongen foretog senere mange ofringer her i håb om hendes åndelige hjælp til at besejre de angribende Gong, som truede med at udrydde Shang.